# Riffelwandspitzen
Die Riffelwandspitzen sind zwei aneinandergrenzende Berge im Wettersteingebirge, Bayern. Der Gipfel der Großen Riffelwandspitze erreicht eine Höhe von 2626 m ü. NHN, der Gipfel der Kleinen Riffelwandspitze 2543 m.

## Lage und Umgebung
Die Große und  die Kleine Riffelwandspitze sind die zwei markantesten Gipfel des kurzen Riffelwandkammes, der von der Zugspitze nordöstlich in Richtung Waxensteinkamm verläuft. 
Die Südwände fallen steil ins Höllentalkar, die Nordwände steil zum Riffelriß  oberhalb des Eibsees ab. Von der Großen Riffelwandspitze verläuft ein Grat in südwestlicher Richtung bis zur Zugspitze. Von der Kleinen Riffelwandspitze schließt der Riffelwandkamm über den Riffeltorkopf  an den Waxensteinkamm an. Ein Seitengrat erstreckt sich bis zum Östlichen Riffelkopf, dessen Ostwand senkrecht ins Höllental abfällt.

## Stützpunkte und Wege
Der günstigste Stützpunkt für einen Anstieg durch die Südwände ist die Höllentalangerhütte (1381 m). Die Routen der Nordseite sind am besten vom Eibsee aus oder über die Haltestelle Riffelriß der Bayerischen Zugspitzbahn zu erreichen. 
Die leichteste Route auf die Kleine Riffelwandspitze führt von der Riffelscharte und dem Riffeltorkopf über steile Schroffen und Rinnen zum Gipfel Schwierigkeitsgrad I (UIAA). 
Die Große Riffelwandspitze  wurde am 2. August 1866 über den Ostgrat durch F. Resch und C. Sam erstbegangen. Im Anschluss gelang ihnen vom Gipfel aus die erste Gratüberschreitung zur Zugspitze. Die Route weist den Schwierigkeitsgrad IV- auf und galt lange als die schwierigste und gefährlichste Route im Wettersteingebirge. Die übrigen Routen bewegen sich zwischen den Schwierigkeitsgraden III bis VII. Alle Anstiege sind nur für geübte und erfahrene Bergsteiger zu bewältigen.

## Einzelnachweise

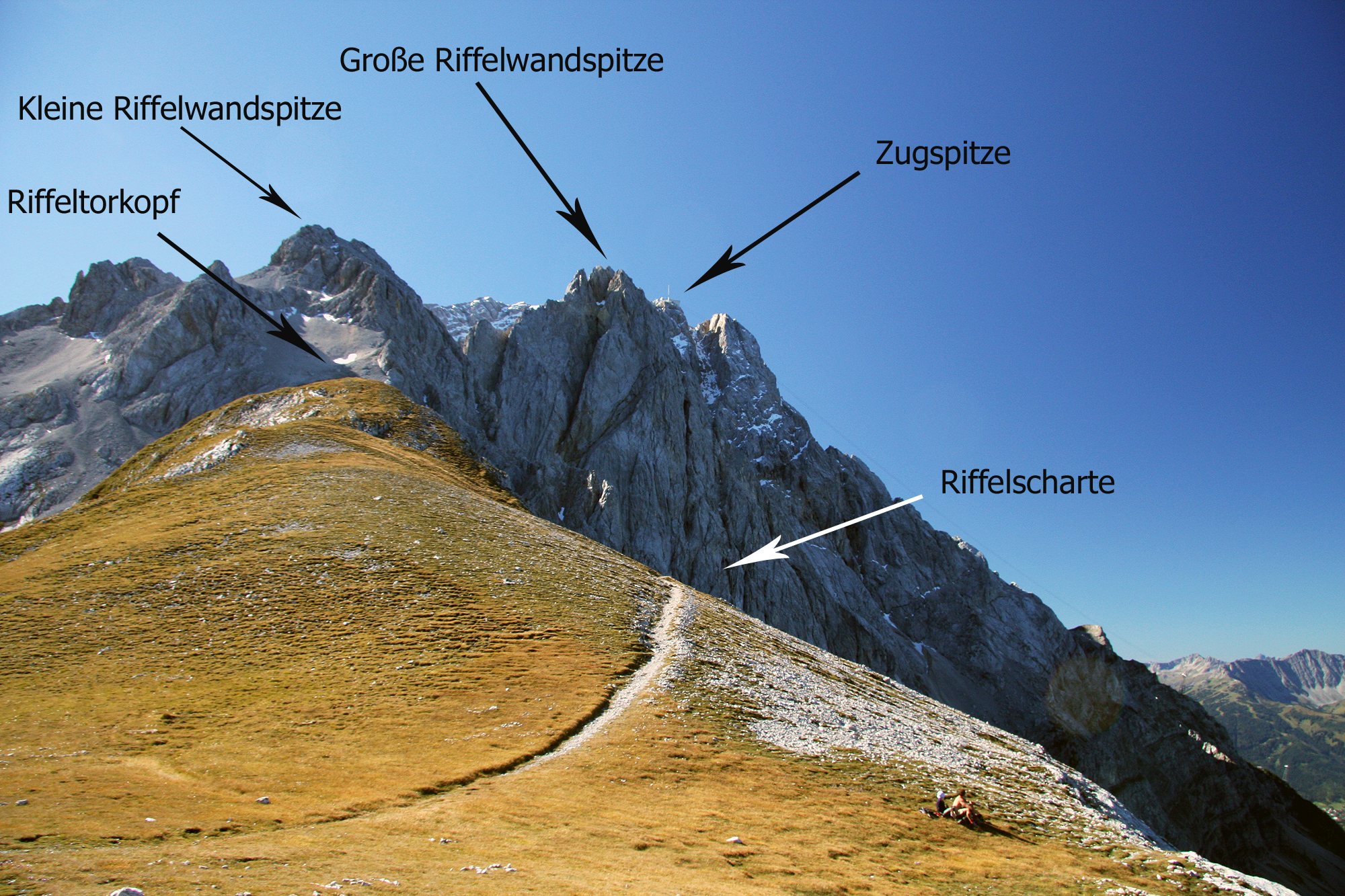
Blick auf die Riffelwandspitzen vom Riffeltorkopf Gipfelplateau